# ناحیه أزفون
ناحیه أزفون (به عربی: دائرة أزفون) یک ناحیه در الجزایر است که در استان تیزی وزو واقع شده‌است.